# Nesochrysa grandidieri
Nesochrysa grandidieri is een insect uit de familie van de gaasvliegen (Chrysopidae), die tot de orde netvleugeligen (Neuroptera) behoort. 
Nesochrysa grandidieri is voor het eerst wetenschappelijk beschreven door Navás in 1910.